# 宮前 (杉並区)
宮前（みやまえ）は、東京都杉並区の地名。現行行政地名は宮前一丁目から宮前五丁目。住居表示実施済み。

## 地理
杉並区中西部に位置する。環状八号線の西側に所在する。
東から時計回りに、杉並区高井戸東、杉並区高井戸西、杉並区久我山、杉並区松庵、杉並区西荻南、杉並区南荻窪、杉並区荻窪に隣接する。

### 河川
- 松庵川 ｰｰｰ 現在は暗渠化されている。

### 地価
住宅地の地価は、2025年（令和7年）1月1日の公示地価によれば、宮前3-28-8の地点で60万8000円/m2、宮前4-11-26の地点で61万5000円/m2となっている。

## 歴史
- 1932年（昭和7年）10月1日 - 東京市杉並区新設に伴い町名変更[6]。
- 1969年（昭和44年）11月1日 - 住居表示を実施し、東京都杉並区大宮前一丁目から五丁目までを中心に宮前を設置する[7]。以下、左が現町名、右が旧町名である。
  - 宮前一丁目：大宮前一丁目の環八より西側部分、（旧）上高井戸五丁目の一部
  - 宮前二丁目：大宮前二丁目の環八より西側部分
  - 宮前三丁目：大宮前四丁目の全域、大宮前六丁目のごく一部（11、12、35番の西側）
  - 宮前四丁目：大宮前三丁目の全域、大宮前五丁目の一部
  - 宮前五丁目：大宮前五丁目の一部

### 地名の由来
かつての大宮前新田の名称を1932年（昭和7年）に区が略称へ変更した。理由は、区内に大宮八幡宮のある大宮との混同を避けるためであり、苦肉の策といえる。大宮前と大宮町が一緒になった1932年（昭和7年）の杉並区発足以降、略称として用いられることがあった。例として高井戸第四小学校（1939年（昭和14年）創立、当時大宮前六丁目）が計画時の仮称「大宮前小学校」から変更になったことや、宮前中学校（1947年（昭和22年）創立、当時大宮前二丁目）は創立当時から「大」をつけていないのが挙げられる。
大宮前新田は武蔵国豊島郡関村（現在の練馬区関）の井口八郎右衛門が1658年（明暦4年、万治元年）ごろ、五日市街道沿いの開墾の成功を祈願して建てた春日神社に由来する。(京より江戸へ下るとき当地が大宮八幡宮の手前に当たるから『大宮前』といった説もある。)

### 町名の変遷
| 実施後         | 実施年月日    | 実施前（いずれも高井戸町）                             |
| -------------- | ------------- | ------------------------------------------------------ |
| 上高井戸五丁目 | 1932年10月1日 | 大字上高井戸字打越・字北原・字屋敷・字正用西・字屋敷下 |
| 大宮前一丁目   | 1932年10月1日 | 大字大宮前字富士見浦・字大下                           |
| 大宮前二丁目   | 1932年10月1日 | 大字大宮前字宮下                                       |
| 大宮前三丁目   | 1932年10月1日 | 大字大宮前字南中宿                                     |
| 大宮前四丁目   | 1932年10月1日 | 大字大宮前字北中宿                                     |
| 大宮前五丁目   | 1932年10月1日 | 大字大宮前字南本村                                     |
| 大宮前六丁目   | 1932年10月1日 | 大字大宮前字北本村                                     |

| 実施後     | 実施年月日    | 実施前                           |
| ---------- | ------------- | -------------------------------- |
| 宮前一丁目 | 1969年11月1日 | 大宮前一丁目、上高井戸五丁目     |
| 宮前二丁目 | 1969年11月1日 | 大宮前二丁目                     |
| 宮前三丁目 | 1969年11月1日 | 大宮前四丁目、大宮前六丁目の一部 |
| 宮前四丁目 | 1969年11月1日 | 大宮前三丁目、大宮前五丁目の一部 |
| 宮前五丁目 | 1969年11月1日 | 大宮前五丁目の一部               |

## 世帯数と人口
2025年（令和7年）3月1日現在（杉並区発表）の世帯数と人口は以下の通りである。
| 丁目       | 世帯数    | 人口     |
| ---------- | --------- | -------- |
| 宮前一丁目 | 940世帯   | 1,721人  |
| 宮前二丁目 | 1,633世帯 | 3,538人  |
| 宮前三丁目 | 2,629世帯 | 5,245人  |
| 宮前四丁目 | 2,360世帯 | 4,597人  |
| 宮前五丁目 | 2,082世帯 | 4,037人  |
| 計         | 9,644世帯 | 19,138人 |

### 人口の変遷
国勢調査による人口の推移。
| 年                 | 人口   |
| ------------------ | ------ |
| 1995年（平成7年）  | 15,704 |
| 2000年（平成12年） | 15,908 |
| 2005年（平成17年） | 16,728 |
| 2010年（平成22年） | 17,245 |
| 2015年（平成27年） | 18,309 |
| 2020年（令和2年）  | 19,493 |

### 世帯数の変遷
国勢調査による世帯数の推移。
| 年                 | 世帯数 |
| ------------------ | ------ |
| 1995年（平成7年）  | 6,907  |
| 2000年（平成12年） | 7,302  |
| 2005年（平成17年） | 7,949  |
| 2010年（平成22年） | 8,437  |
| 2015年（平成27年） | 8,812  |
| 2020年（令和2年）  | 9,661  |

## 学区
区立小・中学校に通う場合、学区は以下の通りとなる（2016年1月時点）。
| 丁目       | 番地                             | 小学校                   | 中学校             |
| ---------- | -------------------------------- | ------------------------ | ------------------ |
| 宮前一丁目 | 1～17番                          | 杉並区立久我山小学校     | 杉並区立宮前中学校 |
| 宮前一丁目 | 18〜20番                         | 杉並区立高井戸小学校     | 杉並区立宮前中学校 |
| 宮前二丁目 | 全域                             | 杉並区立荻窪小学校       | 杉並区立宮前中学校 |
| 宮前三丁目 | 1～8番 15～32番                  | 杉並区立荻窪小学校       | 杉並区立宮前中学校 |
| 宮前三丁目 | 35番2～15号                      | 杉並区立高井戸第四小学校 | 杉並区立神明中学校 |
| 宮前三丁目 | 9〜14番 33〜34番 35番1・16〜26号 | 杉並区立高井戸第四小学校 | 杉並区立宮前中学校 |
| 宮前四丁目 | 1～10番 21～30番                 | 杉並区立久我山小学校     | 杉並区立宮前中学校 |
| 宮前四丁目 | 11～14番 17～20番 31～33番       | 杉並区立久我山小学校     | 杉並区立西宮中学校 |
| 宮前四丁目 | 15〜16番 34番                    | 杉並区立高井戸第二小学校 | 杉並区立西宮中学校 |
| 宮前五丁目 | 全域                             | 杉並区立高井戸第二小学校 | 杉並区立西宮中学校 |

## 交通

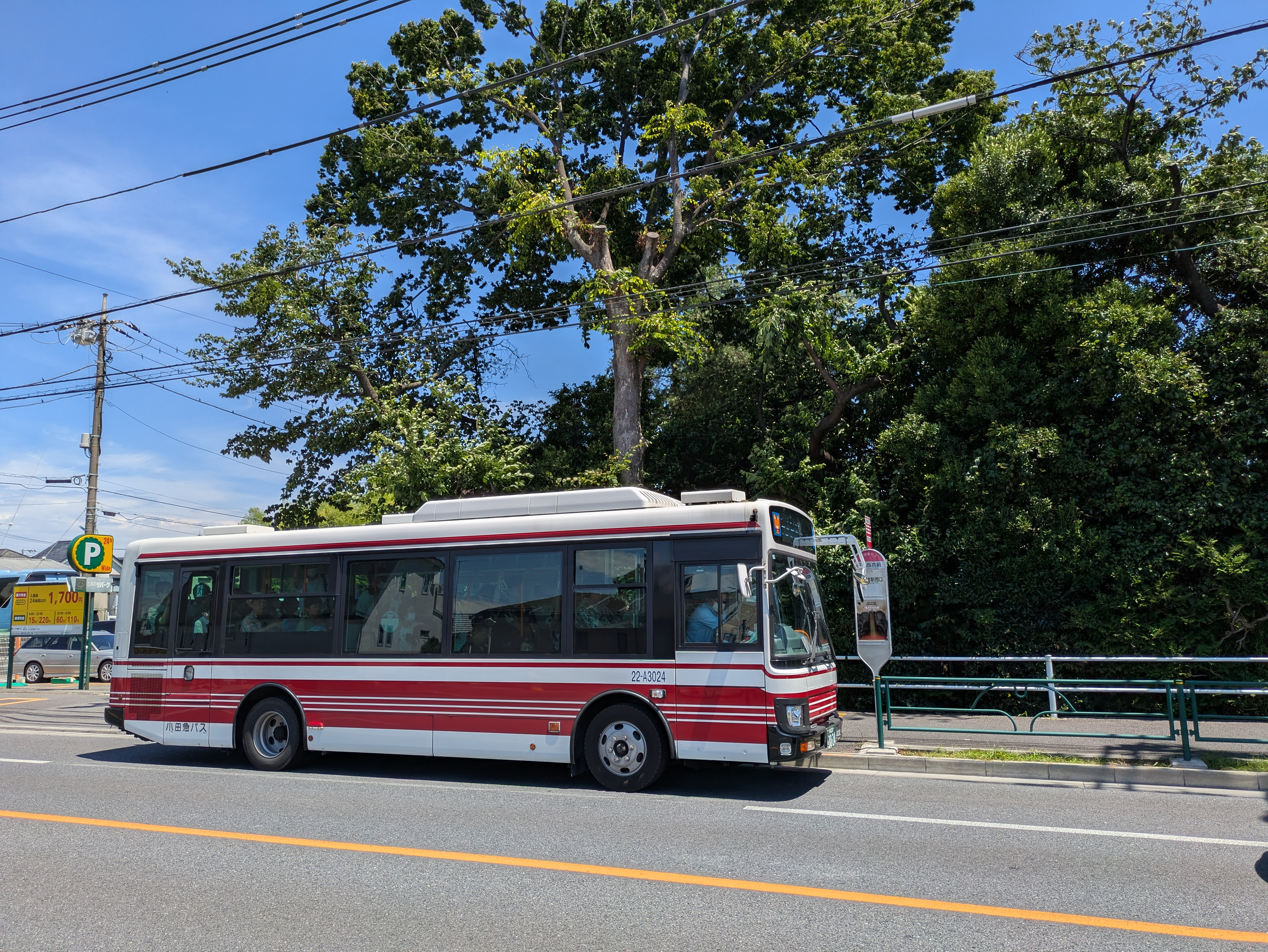
都立西高前バス停と宿44

### 鉄道
| 隣接する街区の駅                                     | バス移動で利用可能の駅 |
| ---------------------------------------------------- | --- |
| 京王井の頭線 - 富士見ヶ丘駅(IN 13) - 久我山駅(IN 14) | JR中央線 JR中央・総武線各駅停車 - 西荻窪駅(JC 10)(JB 03) JR中央線 JR中央・総武線各駅停車 東京メトロ丸ノ内線 - 荻窪駅(JC 09)(JB 04)(M 01) |

街区内に鉄道は通っていない。関東バス荻60系統でJR東日本中央線の荻窪駅へ出られるほか、2008年11月より杉並コミュニティバスすぎ丸でも、西荻窪駅、久我山駅に出られるようになった。
また、住居表示実施前の旧町名(大宮前6丁目)でも最短距離で約40メートル足りず西荻窪駅に接していない。

### バス
- 関東バス（五日市街道営業所、車両番号の頭「E」）
  - 荻60系統（荻窪駅南口 - 宮前三丁目循環）
  - 中36系統（中野駅～吉祥寺駅北口）
- 小田急バス（吉祥寺営業所、車両番号の頭「A」）
  - 宿44系統（新宿駅西口 - 吉祥寺駅南口(元武蔵境駅南口発着を短縮) (2025/6/29迄)
- すぎ丸
  - かえで路線（西荻窪駅 - 久我山駅）

### 道路
- 東京都道311号(環状八号線)
- 五日市街道
- 井ノ頭通り
- 神明通り - 西荻窪駅前から伸びる通り。

## 事業所
2021年（令和3年）現在の経済センサス調査による事業所数と従業員数は以下の通りである。
| 丁目       | 事業所数  | 従業員数 |
| ---------- | --------- | -------- |
| 宮前一丁目 | 73事業所  | 1,914人  |
| 宮前二丁目 | 74事業所  | 715人    |
| 宮前三丁目 | 70事業所  | 320人    |
| 宮前四丁目 | 87事業所  | 713人    |
| 宮前五丁目 | 86事業所  | 989人    |
| 計         | 390事業所 | 4,651人  |

### 事業者数の変遷
経済センサスによる事業所数の推移。
| 年                 | 事業者数 |
| ------------------ | -------- |
| 2016年（平成28年） | 382      |
| 2021年（令和3年）  | 390      |

### 従業員数の変遷
経済センサスによる従業員数の推移。
| 年                 | 従業員数 |
| ------------------ | -------- |
| 2016年（平成28年） | 3,674    |
| 2021年（令和3年）  | 4,651    |

## 施設
- 杉並区高井戸駅前事務所宮前分室
- 宮前図書館
- 宮前公園 - 関東バス荻60「宮前公園」下車
  - 知る区ロード　みみのオアシス
- 大宮前公園 - 関東バス荻60「都営宮前アパート前」下車。「宮前公園」と「大宮前公園」は全く別の場所である。
- 小鳩公園
- 大善公園
- なかよし公園
- 大宮前体育館
- 春日神社
- 慈宏寺
- 東京都立西高等学校
- オーデリック - 旧オーヤマ照明、照明専門メーカーとしては国内最大手。
- 高井戸警察署
- 杉並自動車学校（旧・日通自動車学校）
- 山手ハリストス正教会

## 文化財
- 板絵着色雷神図（狩野洞月詮信筆） - 区指定有形民俗文化財（平成9年度指定）。宮前3-1-2、春日神社に所在。
- 力石 - 区登録有形民俗文化財（昭和62年度登録）。宮前3-1-2、春日神社に所在。
- 大宮前「當村開起慈宏寺大檀那」供養塔 - 区指定有形文化財（昭和62年度指定）。宮前3-1-3、慈宏寺に所在。
- 木造日蓮上人立像 - 区指定有形文化財（平成16年3月24日指定）。宮前3-1-3、慈宏寺に所在。
- 木造馬頭観音立像 - 区指定有形文化財（平成19年3月15日指定）。宮前3-1-3、慈宏寺に所在。
- 庚申藤 - 旧東京都天然記念物。宮前1-17-24に所在。樹齢300年以上といわれる藤の古木と、1678年（延宝6年）銘と1696年（元禄9年）銘の庚申塔を祀った小堂がある。藤の木は1930年（昭和5年）に都天然記念物に指定されたが、戦後に同所が廃材置場になり、焚き火により勢いが衰えたため、1968年（昭和43年）に指定解除となった。この周辺が、大宮前新田の地番の振り始めであった。

## その他

### 日本郵便
- 郵便番号 : 168-0081[3]（集配局 : 杉並南郵便局[18]）。